# Каракорум (місто)

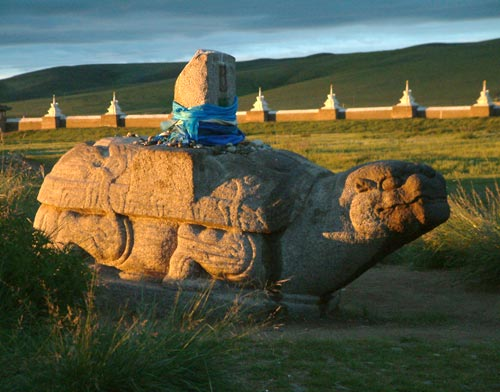
Кам'яна черепаха

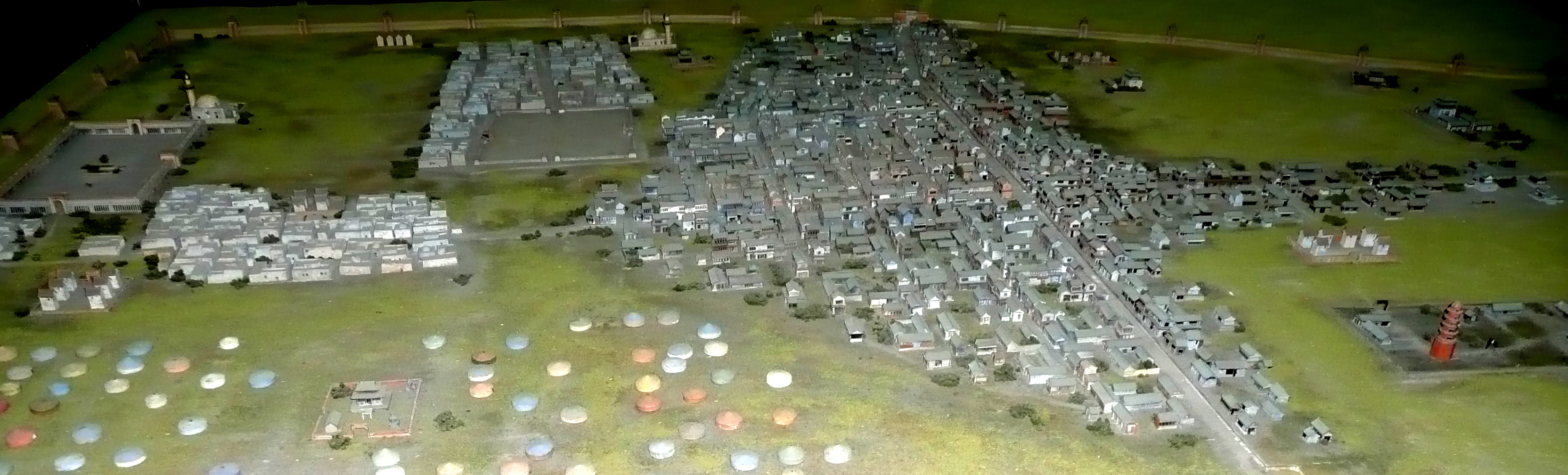
Модель міста Каракорум у Національному музеі історії Монголії в Улан-Баторi.

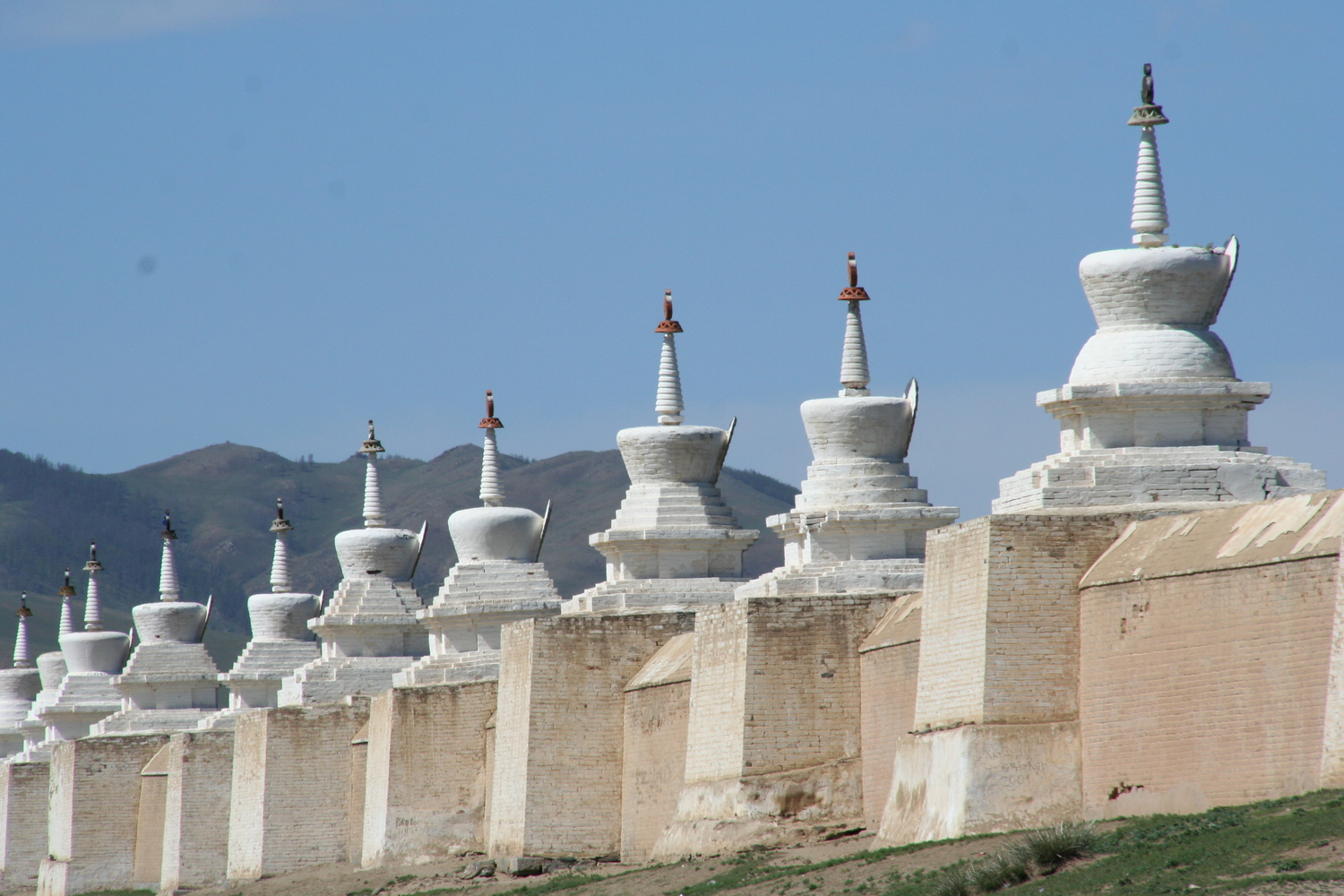
Монастир Ердені-Дзу

Каракору́м (монг. Хар Хорум) — столиця Монгольської імперії в 1220–1260 роках, залишки якої розміщені біля підніжжя Хангайських гір (Монголія) за 320 км на захід від Улан-Батора. Нині — місто, центр сомону Хархорін аймаку Уверхангай. Назва походить від тюркського топоніму навколишніх гір «Каракорум» (букв. «чорне каміння»). Об'єкт світової спадщини ЮНЕСКО.
Місто побудоване 1220 року за наказом Чингісхана як столицю заснованої ним Монгольської держави. У ХІІІ столітті воно було центром торгівлі, мистецтва та релігії для всієї монгольської імперії. Це місто описує фламандський монах Вільгельм (Гійом) де Рубрук, посланець Папи Інокентія IV та короля Франції Людовика IX до хана Мунке.
Місто було засноване у верхній течії річки Орхон за 380 кілометрів на південний захід від сучасного Улан-Батора. На аерофотознімках добре видно руїни міських стін, планування вулиць і залишки кам'яної кладки, за якими можна визначити розміщення споруд. Починаючи з 1948—1949 років та нада́лі, радянсько-монгольська експедиція розкопала частину міста і, як припускають, частину палацу хана Угедея.
Поблизу руїн розміщений монастир Ердене-Зуу.

## Будівництво міста

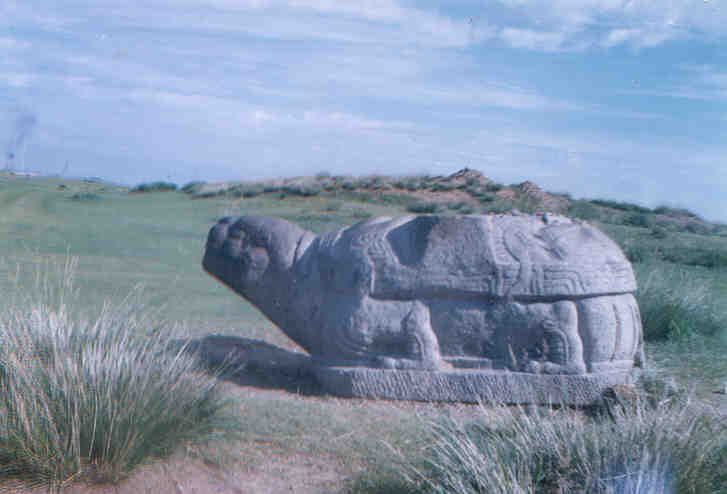
Кам'яні черепахи в Каракорумі

Каракорум був збудований у 1220 році поблизу річки Орхон за наказом Чингізхана як столиця Монголії, як місце, де він міг би залишати свою сім’ю на час завойовницьких походів, а також налагоджувати виробництво для оснащення своїх військ. Місто було поділене на квартали, у ньому мешкали торговці й ремісники, представники різних релігій, які, користуючись терпимістю монгольських правителів до чужих вірувань, будували там свої храми та мечеті.

## Історія

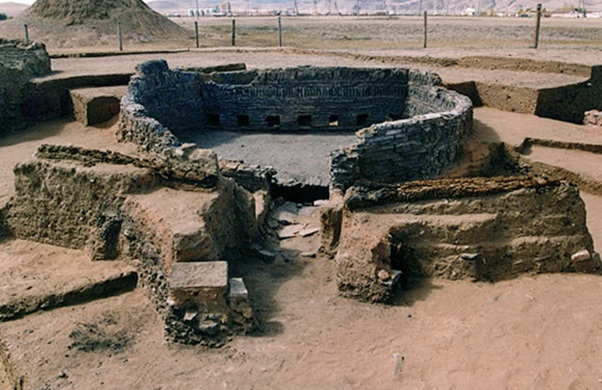
Печі 13-го століття, знайдені під час розкопок в Каракорумі, використовувалися для випалювання цегли. Знято з північного сходу.

На початку ХХ століття науковці визначили розташування столиці Чингізхана у верхів’ях річки Орхон у центрі Монголії. Кочова імперія з тимчасовими ставками в юртах, традиційно переміщаючись із місця на місце, створила лиш одне відоме з історичних описів місто – «місто дорогоцінностей» — Каракорум. Саме сюди стікалася військова здобич із золотих та срібних виробів зі всього світу. Історичні хроніки вказують, що кожного дня в місто приходило до 500 верблюдів, навантажених продуктами та товарами. У 2003 році частково був віднайдений палац, що ототожнюється з палацом Угедея, розміри якого виявилися значно меншими, ніж було відомо з описів очевидців. Тим не менше, археологи впевнені, що це таки є палац Удегея, який у 1253 році відвідував Гільом де Рубрук – посланець Людовіка Святого до Великого монгольського хана.
При розкопках міста в 1948 році були знайдені написи "Та-хо-лінь" (китайська назва міста) та перські написи «шхер хан балик» (перська назва міста) – на основі цих написів було зроблено припущення про знайдення столиці Чингізхана.
Ще один знайдений напис перекладений як: «Каракорум – місце, звідки почалась династія Юань». На думку вчених, стела, на якій був цей напис, встановлена в честь чотирьохлітньої перебудови Каракорума в 1342-1346 рр.
 
Місто було засновано в 1219 році, будівництво завершилось у 1235 році, а після падіння імперії Юань у 1380 році місто було дощенту зруйноване китайськими військами. З 1263 року столицею Монгольської імперії був проголошений Пекін.
 
За 161 рік свого існування Каракорум 40 років був столицею Монгольської імперії. Вторгнення китайських військ у 1380 р. й міжусобиці монгольських феодалів сильно зруйнували місто. Протягом наступних 200 років місто неодноразово грабували й палили, тому від старого міста майже нічого не залишилось. На думку істориків, із матеріалів зруйнованих кам’яних будівель Каракоруму в 1586 році було збудовано перший буддійський монастир Монголії – Ердене-Зуу.

## Життя середньовічного міста
При розкопках, зроблених на території міста, знайшли квартал ремісників, які спеціалізувалися на металургійному виробництві зброї та амуніції для армії, було також знайдено бронзові втулки для бойових колісниць, ковальські та залізообробні майстерні з десятьма печами для виплавки металів.
Хоча місто жило головним чином привізним хлібом та рисом, його оточували широкі, добре зрошені каналами поля.

## Пам'ятки архітектури
Місто багате на пам'ятки архітектури. Одна з найцікавіших – монастир Ердене-Зуу – найдревніший збережений монастир Монголії, заснований у 1586 році на місці казкової столиці Монголії ХІІІ ст. – Каракоруму.

## Розбудова міста
Великі будівельні роботи в Каракорумі велися при другому Великому хані Угедеї, третьому сині Чингізхана, що видав указ, згідно з яким кожен з його братів, синів та представників знаті повинен був збудувати чудовий будинок. Територія міста у формі чотирикутника розмірами приблизно 2,5 на 1,5 км була обнесена невеликим муром. Біля великої башти у фортеці стояв палац Угедей-хана – Тумен-амгалан.  

## Цікаві факти
- За легендою, місто від повеней охороняли 4 гранітні черепахи. Дві кам’яні черепахи збереглися поблизу монастиря Ердене-Зуу. Одну з них можна побачити біля його стін з північно-західного боку, іншу – недалеко в горах на південному сході.
- За свідоцтвами знаменитих європейських мандрівників — Плано Карпіні (1246 р), Вільгельма Рубрука (1254 р) та Марко Поло (1274 р),— Каракорум справляв незабутнє враження; особливо відзначалися блиск ханського палацу Тумен-Амгалана та знамените срібне дерево з чудовим фонтаном, влаштованим перед палацом. Усередині дерева були прокладені чотири труби, що йшли до його верхівки, де закінчувалися відкритими пащами змій. З одної пащі лилося вино, з другої – очищене молоко, з третьої – питний мед, з четвертої – рисове пиво.
- У Каракорум сходилися всі нитки управління великою Монгольською імперією, до нього були прокладені дороги від головних міст сусідніх країн. Особливо добре було налагоджено сполучення на лінії Каракорум – Пекін, що мала 37 поштових станцій, розташованих через кожні 25-30 км.
- У 1220 році тут містилася ставка Чингісхана, де він приймав подарунки від іноземних купців. Якщо хтось із них намагався торгуватися, то хан відбирав увесь товар. Але якщо йому давали багаті подарунки, то розчулений хан платив купцям стільки, що ті їхали додому забезпеченими на все життя.

## Ідея відродження столиці

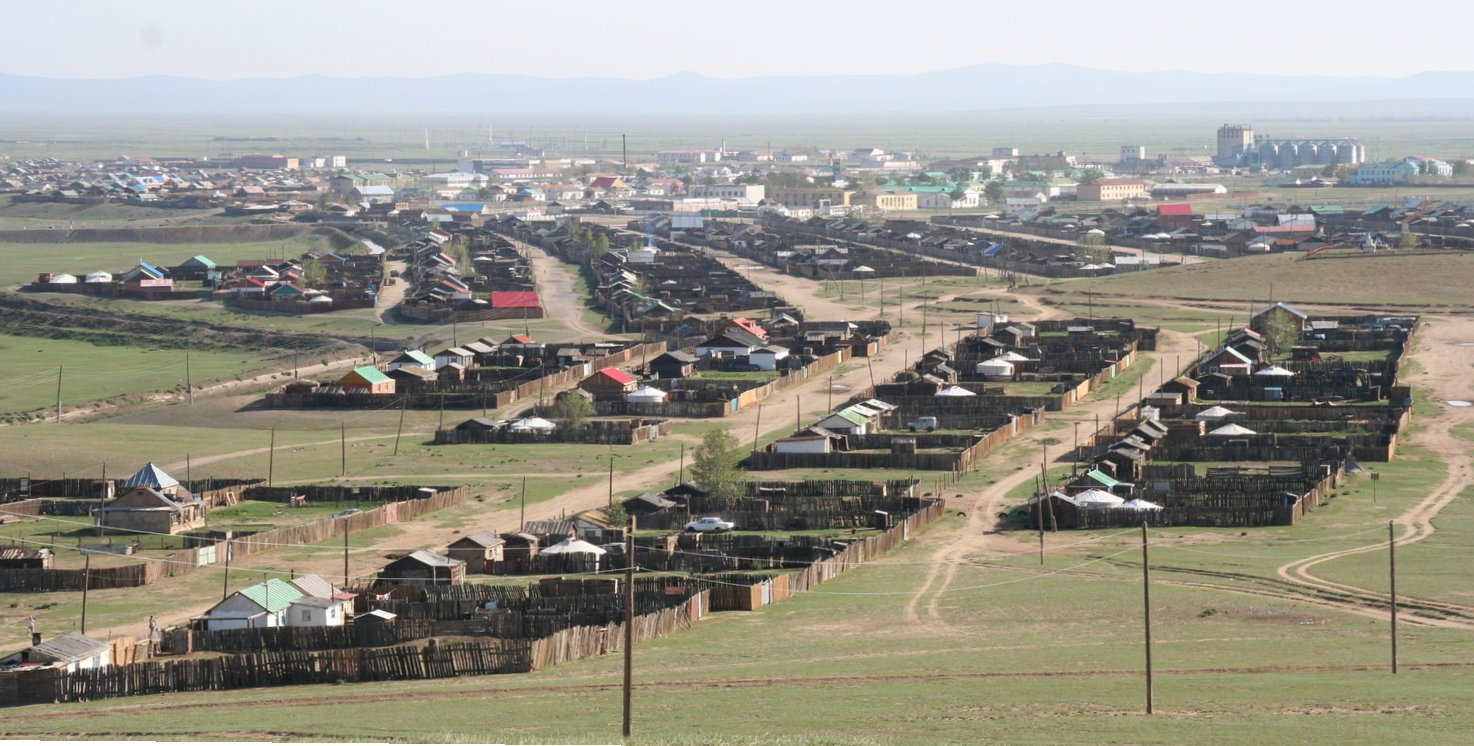
Вигляд міста

Після того, як у 1990 році Монголія позбавилася значного впливу СРСР, тут почала проявлятися своєрідна форма монгольського націоналізму, центральною фігурою якого є постать Чингізхана. У Монголії навіть була ідея перенести столицю з Улан-Батора в Каракорум до 800-річного ювілею міста, який повинен був відзначатися орієнтовно у 2020 році
, проте це так і не сталося.

## Археологічні розкопки
Влітку 1889 року експедиція Східно-Сибірського відділу Російського географічного товариства організувала експедицію, очолювану М.М.Ядринцевим, яка й знайшла руїни Каракорума, столиці держави чингізидів. Обстежуючи залишки старовинного міста на правому березі річки Орхон біля стіни буддійського монастиря Ердене-Дзу, Микола Михайлович припустив, що ці руїни і є адміністративним центром давньомонгольської держави. Також тут знайшли кам’яні стели з паралельними текстами китайською та давньотюркською (більш відомою під назвою орхонського рунічного письма) мовами.
У 1948-1949 рр під час археологічних розкопок, які проводив С.В.Кисельов, було остаточно вирішено питання про місцезнаходженням міста та підтверджено висновок М.М.Ядринцева.

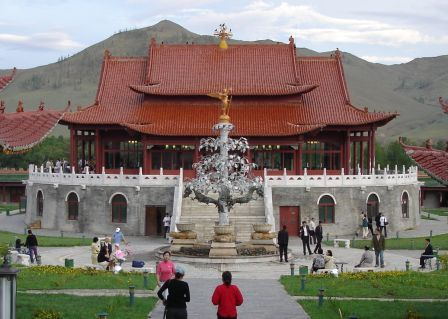
Каракорумський фонтан «Срібне древо» (сучасна реконструкція на території готелю в передмісті Улан-Батора)

## Список ЮНЕСКО
1971 року руїни Каракорума взято під захист ЮНЕСКО. У 2004 році руїни Каракорума «Долина пам’ятників Орхон» включена у список світової спадщини ЮНЕСКО.
4 червня 2011 року в додині Орхону відкрито музей Каракорума. На його утримання уряд Монголії витрачає значні кошти.

## Галерея

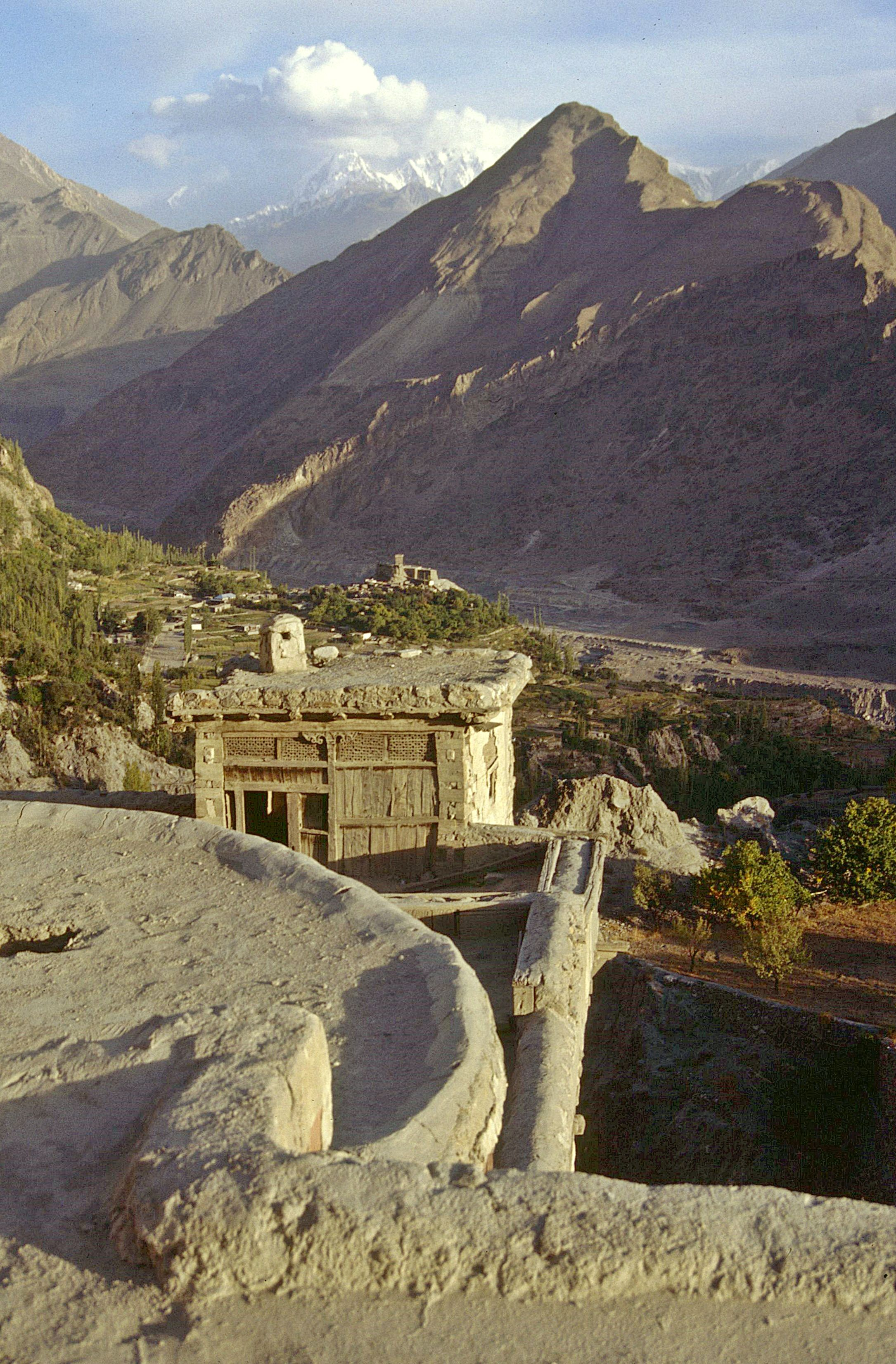
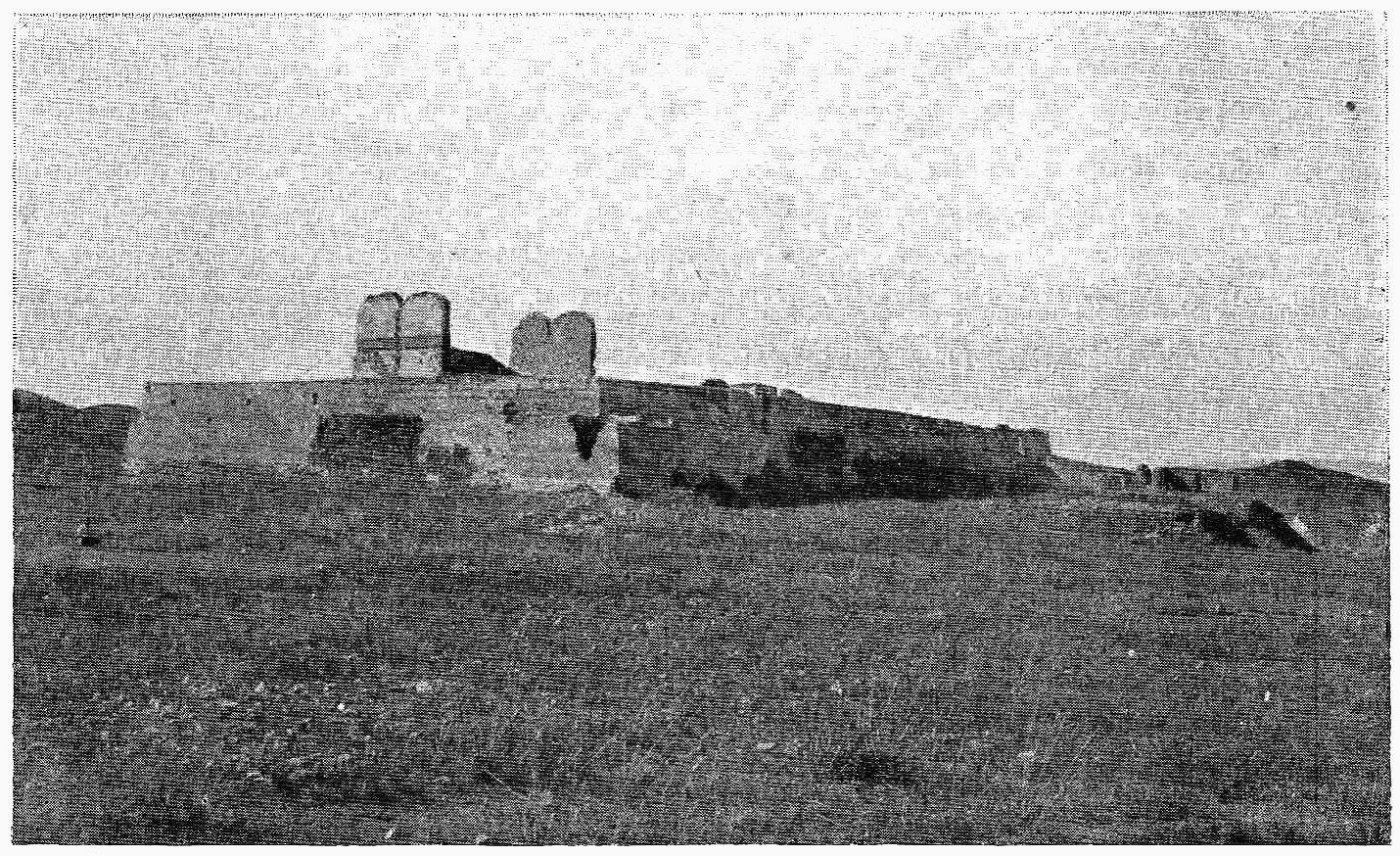
Руїни Каракоруму
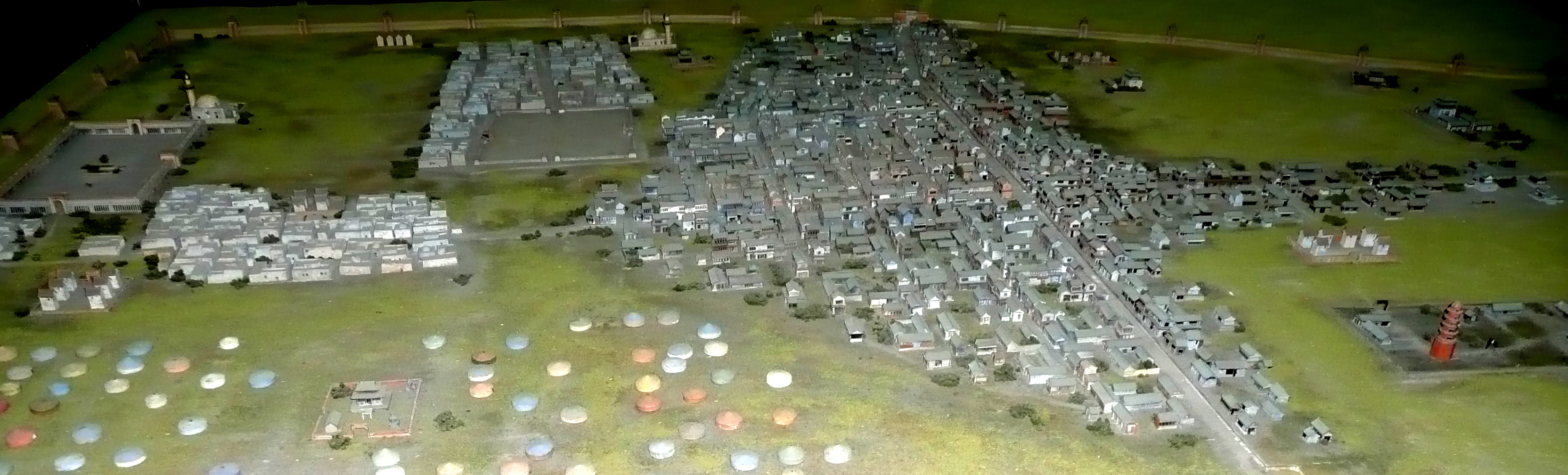
Макет міста Каракорум (Національний музей Монгольської історії в Улан-Баторі)
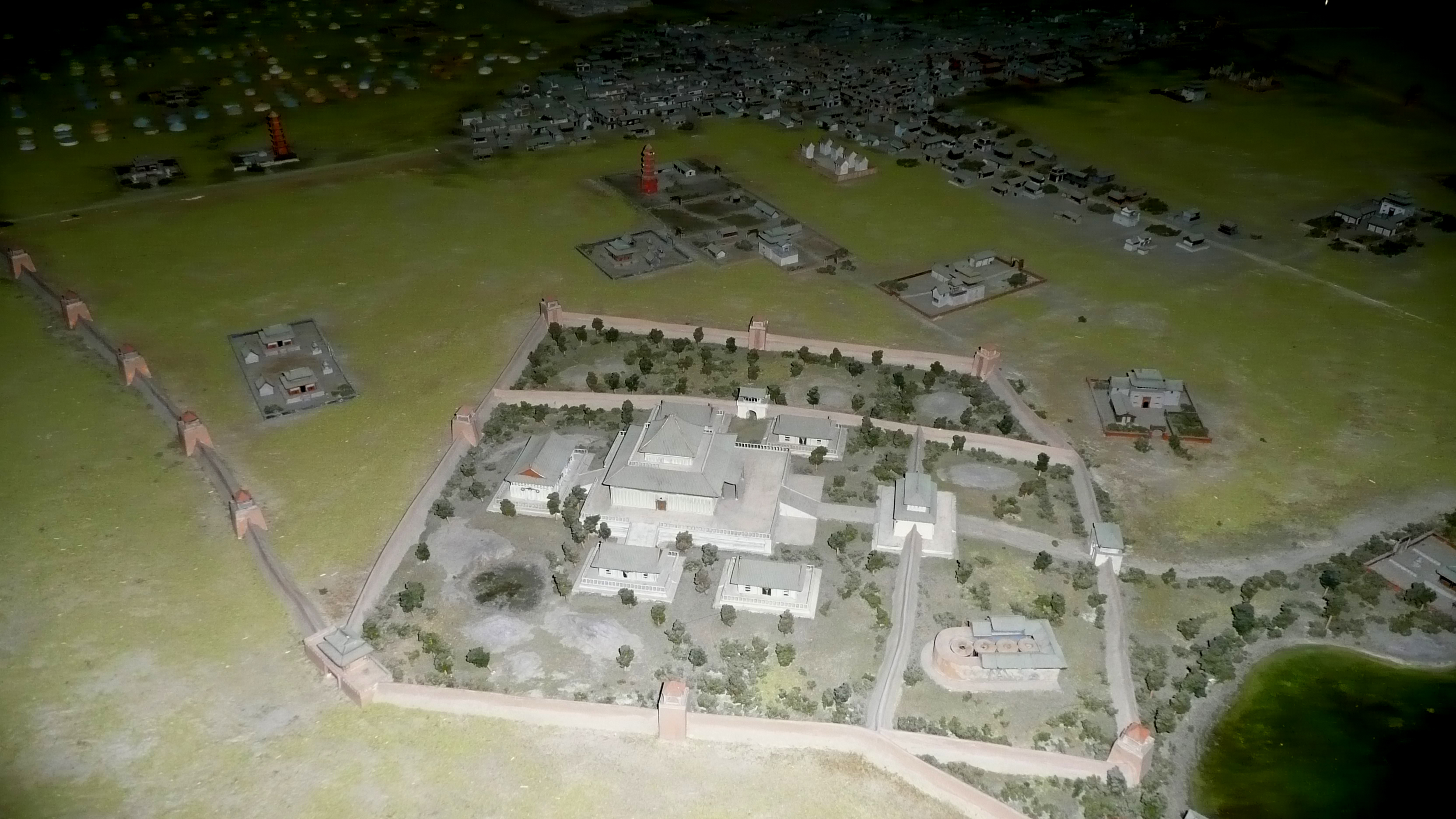
Макет ханського палацу (Національний музей Монгольської історії в Улан-Баторі)
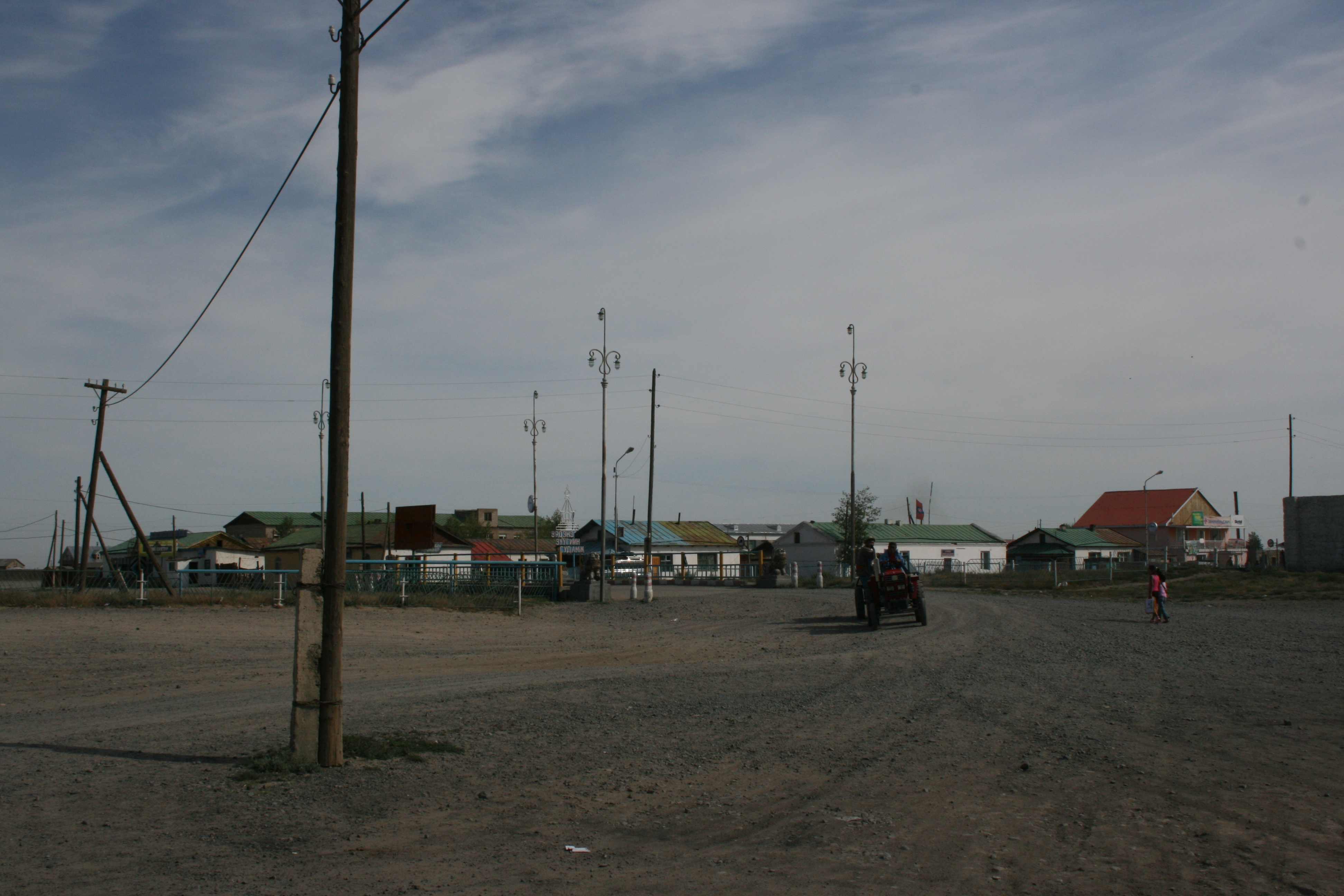
Сучасний центр Каракоруму
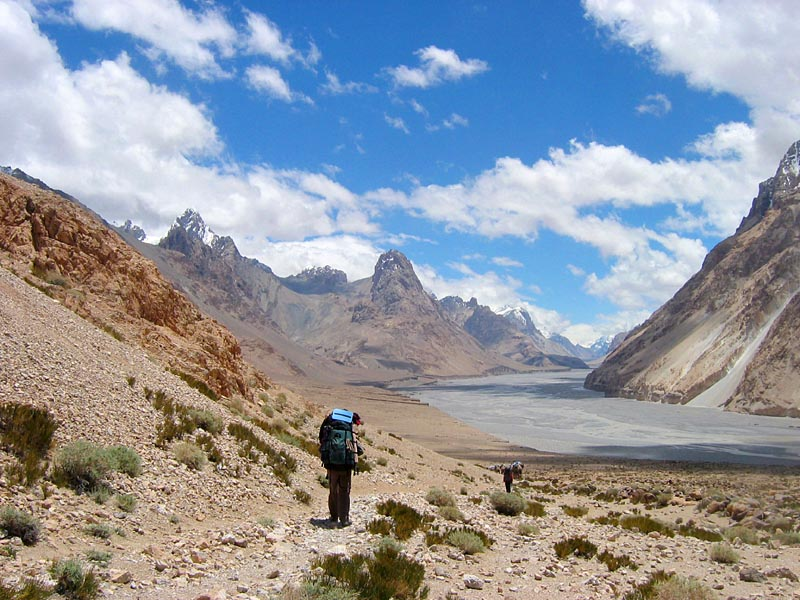
Долина Шаксгаму